# Heuksando
Heuksando (em coreano: 흑산도 também escrito Heuksan-do ou Ilha Heunksan literalmente Ilha da Montanha Negra) é uma ilha no Mar Amarelo localizada cerca de 97,2 km da costa sudoeste de Mokpo, Jeolla do Sul, Coreia do Sul. Abrange uma área de 19,7 ㎢ e consiste de vários picos: Munamsan (문암산 400m), Gitdaebong (깃대봉 378m) Seonyubong (선유봉 300m) Sangrabong (상라 봉 227m). Está dentro dos limites administrativos do Condado de Sinan, Jeolla do Sul, desde 1969. A ilha possuí 19,7 quilômetros quadrados e sua população é de cerca de 3.133 habitantes.

## Galeria

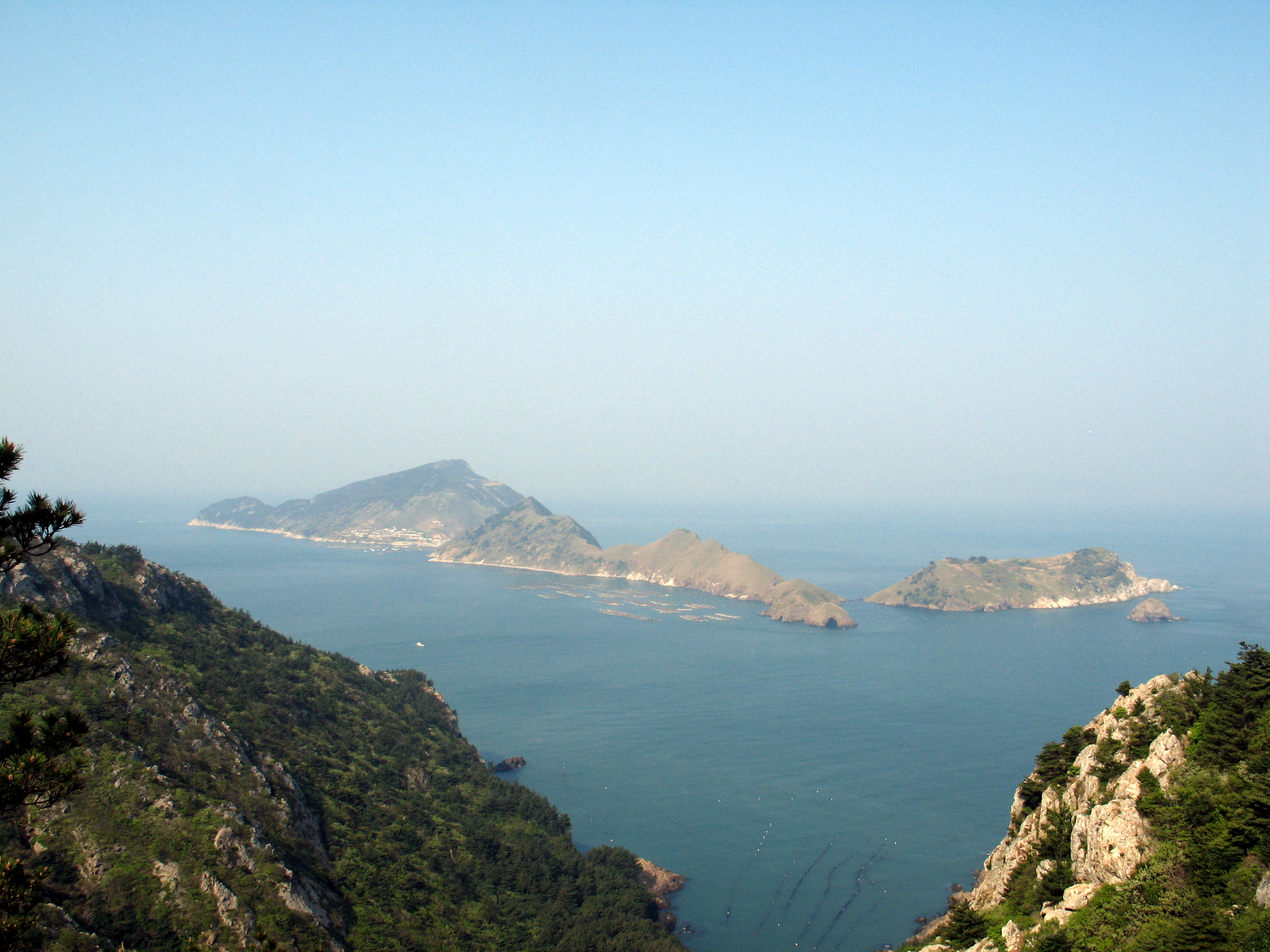
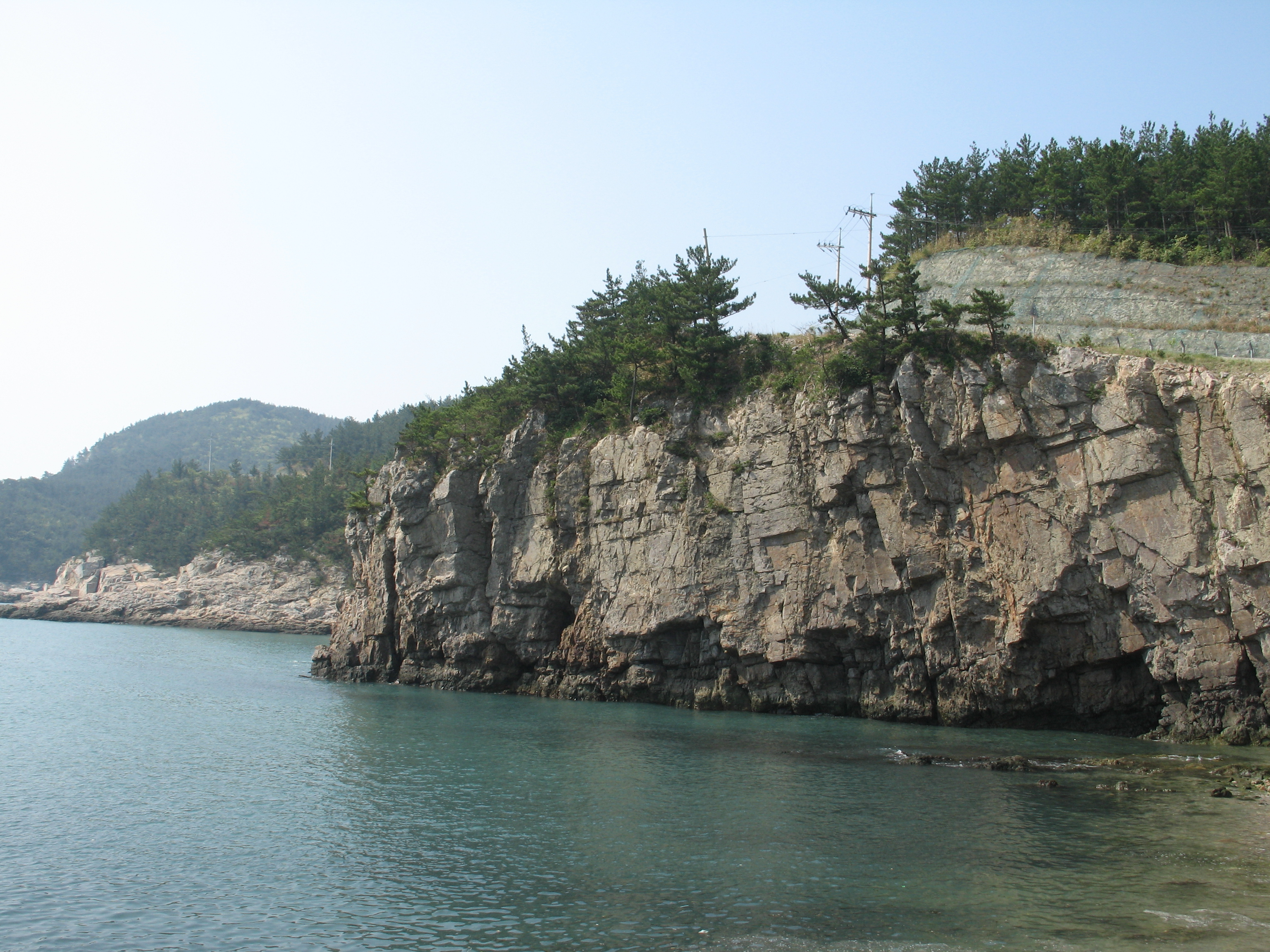
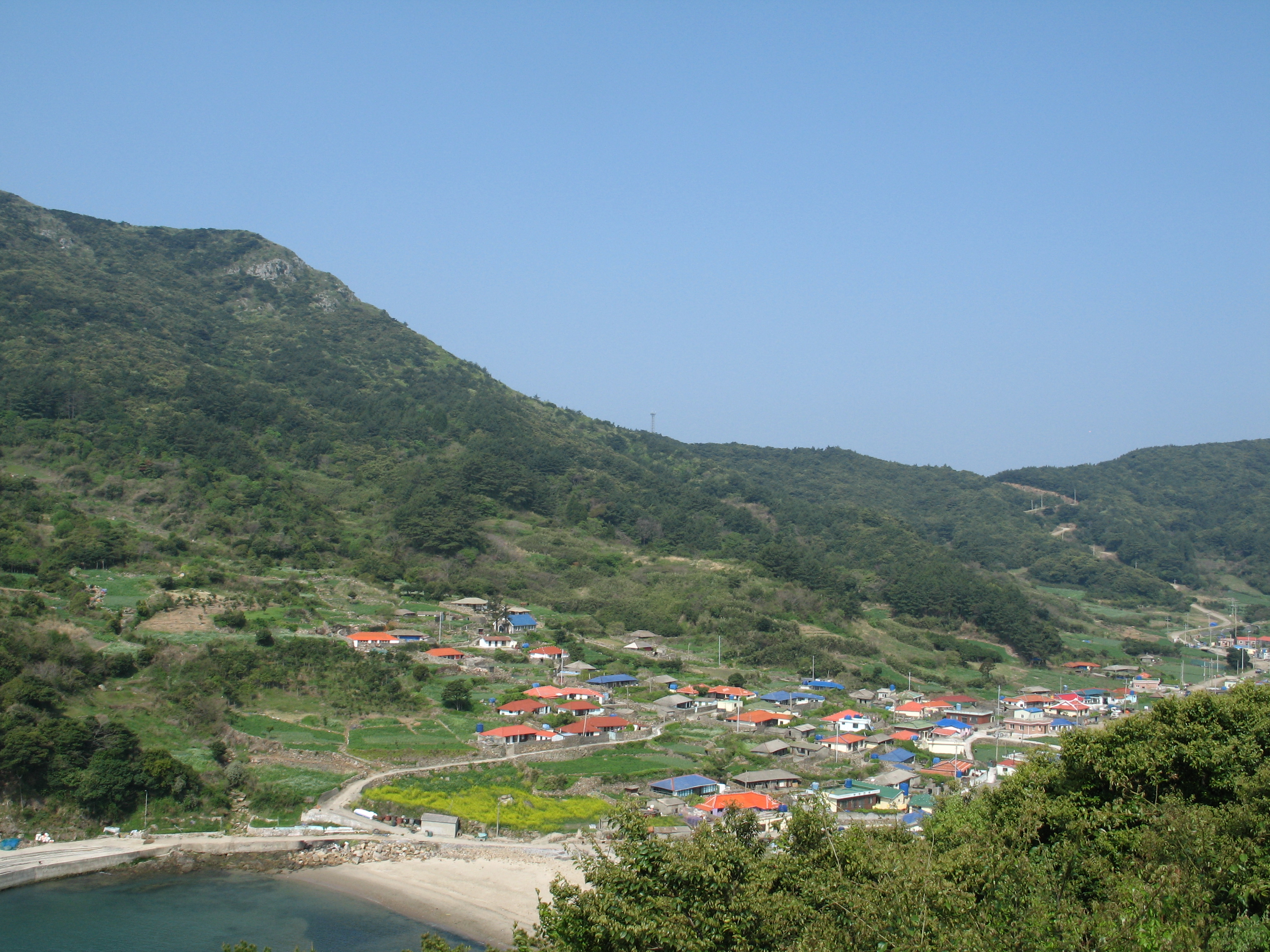
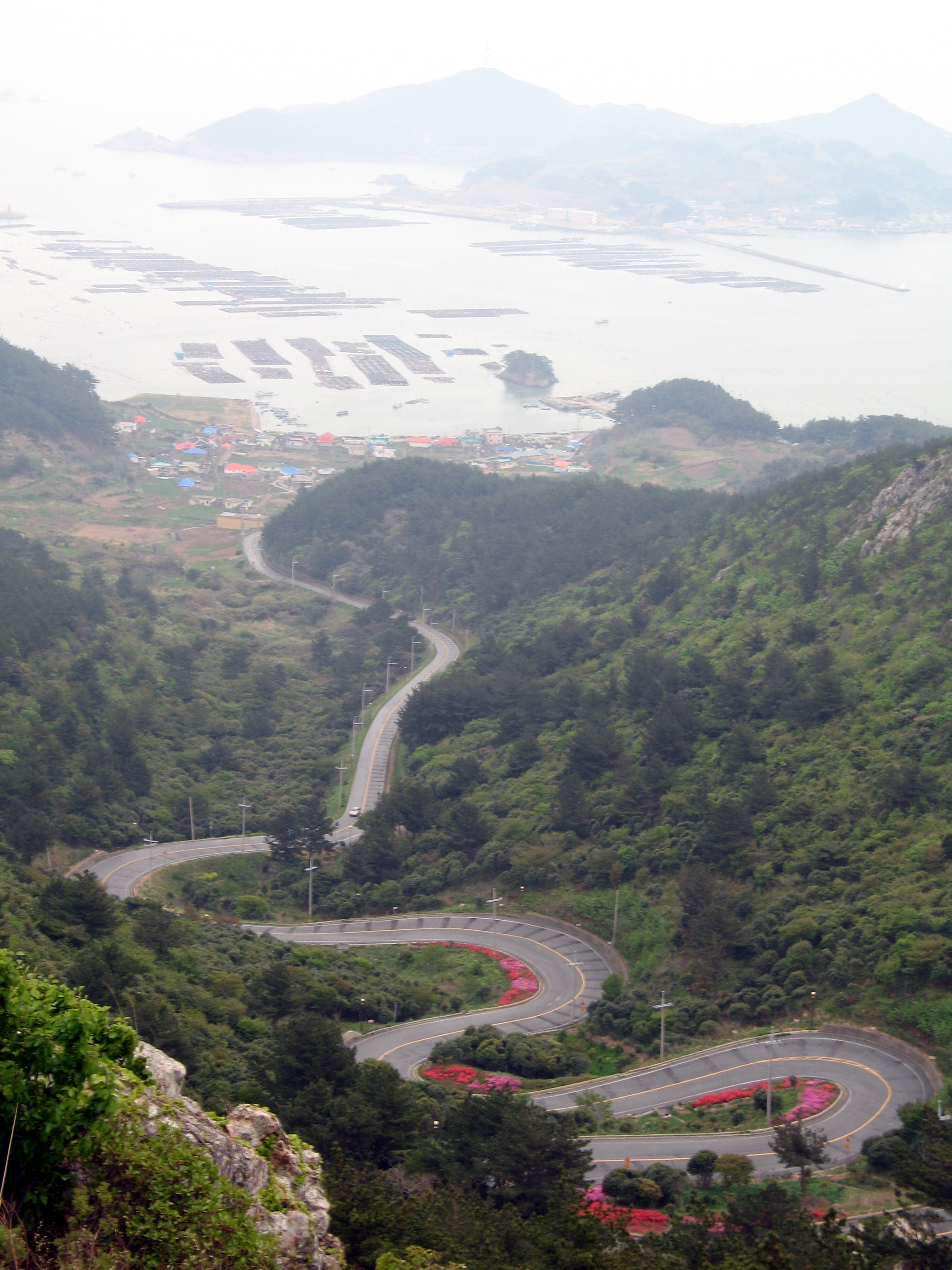